# Polistes fuscatus
Polistes fuscatus is een vliesvleugelig insect uit de familie van de plooivleugelwespen (Vespidae). De wetenschappelijke naam van de soort is voor het eerst geldig gepubliceerd in 1793 door Fabricius.

## Verspreiding
Deze wespensoort komt voor in de Verenigde Staten en het zuiden van Canada.

## Ecologie
Nesten worden in het voorjaar gestart door een enkel vruchtbaar vrouwtje, die de koningin zal worden. Andere vruchtbare vrouwtjes sluiten zich aan bij het nest, maar de eieren van deze secundaire vrouwtjes zullen nooit worden grootgebracht. De eerste eieren die de koningin legt, groeien uit tot onvruchtbare vrouwtjes. Later legt ze ook eieren waaruit vruchtbare vrouwelijke exemplaren opgroeien, die in de volgende lente een nieuw nest beginnen. Na een jaar sterft de koningin.

Volwassen wespen voeden zich met nectar van planten. Larven worden gevoerd met rupsen en andere kleine insecten, die gevangen worden door de volwassenen.